# Ипсиланти (Мичиген)
Ипсиланти (енгл. Ypsilanti) град је у америчкој савезној држави Мичиген. По попису становништва из 2010. у њему је живело 19.435 становника.

## Демографија
Према попису становништва из 2010. у граду је живело 19.435 становника, што је 2.927 (13,1%) становника мање него 2000. године.
| Група             | 2000.          | 2010.          |
| Белци             | 13.529 (60,5%) | 11.543 (59,4%) |
| Афроамериканци    | 6.838 (30,6%)  | 5.669 (29,2%)  |
| Азијати           | 712 (3,2%)     | 657 (3,4%)     |
| Хиспаноамериканци | 552 (2,5%)     | 758 (3,9%)     |
| Укупно            | 22.362         | 19.435         |